# Астана Арена
«Астана́ Аре́на» — стадион в Астане, столице Казахстана, вмещающий 30 200 зрителей. Домашний стадион «Астаны» и сборной Казахстана по футболу.
Стадион изначально, как и в официальный день открытия, назывался Стадион Кажымукан в честь известного борца Кажымукана Мунайтпасова. Позднее стадион приобрел своё нынешнее название Астана Арена.

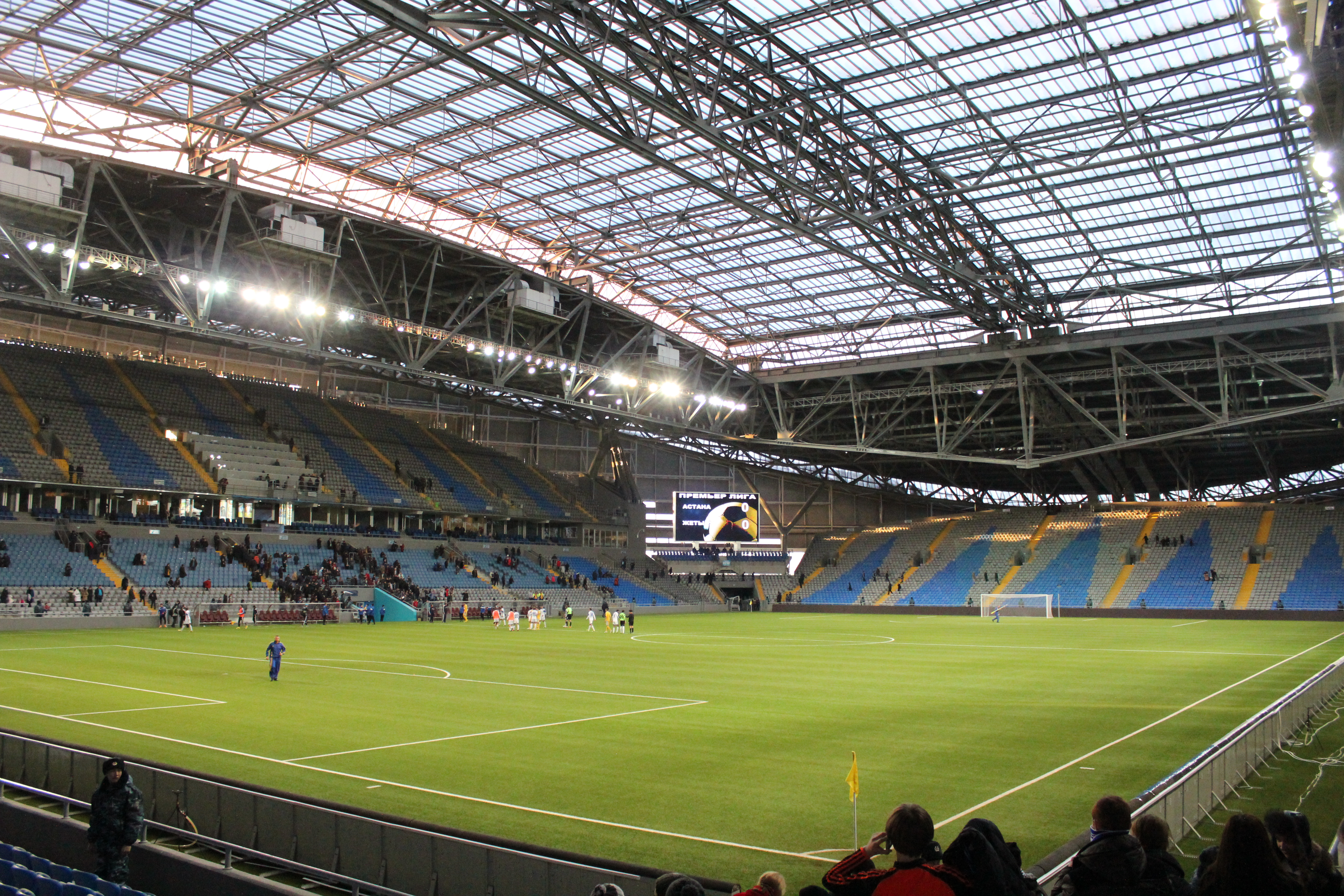
Стадион изнутри

Стадион, в первую очередь, ориентирован на футбол, но легко может быть адаптирован и для других спортивных мероприятий, включая любимые виды спорта в стране — борьбу, дзюдо и бокс.
.
Раздвижная кровля стадиона полностью открывается и закрывается за 20 минут. Стадион имеет искусственное поле и инфраструктуру всех помещений, приспособленных к проведению матчей мирового уровня и концертов.

## История стадиона
Стадион был открыт 3 июля 2009 года. В первом в истории стадиона матче в тот день встречались «Астана» и молодёжная сборная Казахстана. Матч судил известный итальянский арбитр Пьерлуиджи Коллина, символический первый удар по мячу под его свисток нанёс президент Казахстана Нурсултан Назарбаев. В составе каждой из команд, помимо их постоянных игроков, выступали по две приглашённые «звезды»: в составе молодёжной сборной Казахстана — защитник сборной Грузии и итальянского «Милана» Каха Каладзе и нападающий сборной Украины Андрей Шевченко, а в составе «Астаны» — известные турецкие футболисты Хасан Шаш и Хакан Шукюр.
14 октября 2009 года на стадионе впервые состоялся официальный матч национальных сборных: в рамках квалификационного турнира чемпионата мира 2010 сборная Казахстана встретилась со сборной Хорватии. Матч закончился в пользу гостей со счётом 2:1, решающий мяч был забит в конце матча, в компенсированное время.
На стадионе прошла церемония открытия Зимних Азиатских игр 2011 года и единственная премия канала МУЗ-ТВ, проходившая не в Москве.
27 июня 2017 года и 29 июня 2019 года здесь прошли шоу концерты мировой звезды Димаша Кудайбергена «Бастау» и «Арнау», которые собрали 30 и 40 тысяч зрителей. На концерт «Арнау» 13,5 тысяч зрителей приехали из 65 стран мира.
В феврале 2020 года на стадионе «Астана Арена» произошло обрушение стеклянных вставок крыши, которые не выдержали многотонного снега и льда и в итоге разбились, обрушившись в холл. Чудом никто из людей не пострадал.

## Важнейшие мероприятия

### Список важнейших торжественных и развлекательных мероприятий
- 2011 - Зимние Азиатские игры 2011 (Церемония открытия)
- 2025 - Comic Con Astana 2025 (запланировано), Концерт Дженнифер Лопес (запланировано)

## Основные характеристики арены
- Четыре трибуны — Северная, Южная, Западная и Восточная.
- Вместимость — 30 200 зрителей.
- Размеры поля — 105 х 68 метров.
- Покрытие — искусственное.
- Сидения — пластиковые.
- VIP-ложи.
- Ложа прессы.
- Вместительные раздевалки — 4.
- Судейская комната.
- Комната инспектора.
- Зал для пресс-конференций на 120 человек.
- 4 комнаты для СМИ на 100 человек.
- Комната для дикторов.
- 2 современных табло.
- Освещение, отвечающее требованием УЕФА.
- Тренажерный зал.